# European XFEL
Il  European X-Ray Free-Electron Laser o European XFEL è un'infrastruttura di ricerca, costruita grazie a 12 paesi partecipanti, in grado di generare impulsi a raggi-x ad intensità molto più elevate rispetto ai tradizionali sincrotroni. La struttura e le sue pertinenze si trovano nei länder tedeschi di Amburgo e dello Schleswig-Holstein.  Un laser a elettroni liberi genera radiazione elettromagnetica di alta intensità, tramite l'accelerazione di elettroni a velocità relativistiche, radiazione che vieni poi modulata in frequenza attraverso speciali strutture magnetiche.
L'European XFEL è progettato in modo che gli elettroni producano luce di raggi-x in sincrono, generando impulsi di raggi-x ad alta intensità, che avranno alcune delle proprietà della luce laser e intensità molto più brillanti rispetto a quelle prodotte dalle radiazioni di sincrotrone convenzionali.

## Principio di funzionamento
Gli elettroni saranno accelerati fino ad un'energia di 17,5 GeV in un acceleratore lineare superconduttivo lungo 2,1 km. In seguito gli elettroni saranno introdotti dentro i campi magnetici di speciali schiere di magneti noti come "ondulatori" dove seguiranno traiettorie oscillatorie, comportamento che risulterà nell'emissione di radiazione a frequenze e lunghezze d'onda proprie dei raggi x.

## Il laser
La luce a raggi-x sarà generata grazie al fenomeno della emissione spontanea auto-amplificata (Self Amplified Spontaneous Emission, SASE), dove gli elettroni interagiscono con le radiazioni emesse da loro stessi oppure dagli elettroni adiacenti. In questo modo si ottiene un'emissione spontanea di pacchetti di radiazione strettamente raggruppati che sono amplificati con lo stesso meccanismo della luce laser.
Il picco di brillanza previsto per l'European XFEL sarà miliardi di volte maggiore rispetto a quello delle sorgenti convenzionali di raggi-x, con una brillanza media circa 10.000 volte maggiore. Inoltre, la centrale proposta produrrà molti più impulsi per secondo (fino a 27.000), rispetto a progetti simili che vengono attualmente portati avanti negli USA e in Giappone, grazie al massiccio utilizzo dei magneti a superconduttività nell'acceleratore lineare (tecnologia sviluppata nel laboratorio DESY).

## Applicazioni di ricerca
La durata dei singoli impulsi luminosi sarà inferiore ai 100 femtosecondi, rendendo così possibile la misura di reazioni chimiche troppo rapide per essere osservate con altre metodologie. La lunghezza d'onda dell'emissione laser a raggi x può essere variata tra 0,1 e 6 nanometri, consentendo così misure a lunghezze di livello atomico.
Inizialmente, sono previste tre linee di fasci di fotoni, per un totale di sei stazioni sperimentali che verranno poi incrementate fino a 5 linee di per un totale di 10 stazioni sperimentali. Il sistema consentirà una serie di esperimenti scientifici unici in una serie di discipline (fisica, chimica, scienza dei materiali, biologia e nanotecnologie), sfruttando le caratteristiche di elevata intensità, coerenza e struttura temporale della nuova sorgente.

## Stanziamento dei fondi
Il ministero federale tedesco per l'istruzione e la ricerca (Bundesministerium für Bildung und Forschung) ha concesso nel febbraio del 2003 i permessi per costruire le installazioni, con un costo previsto di 986 milioni di Euro, aggiungendo la clausola che venga finanziato come progetto europeo. In seguito al completamento della struttura dopo un periodo di costruzione che si prevede di 5 anni, l'attivazione delle massicce apparecchiature comincerà nel 2017.

## Stato attuale
Nel 2007 il progetto dello European XFEL venne avviato ufficialmente e nel 2009 è stata fondata la società European XFEL (GmbH) che costruirà ed opererà le installazioni. Le opere di costruzione del complesso sono cominciate il giorno 8 gennaio del 2009. 
La costruzione dei tunnel è stata completata nell'estate del 2012, mentre tutti i lavori sotterranei sono stati completati l'anno successivo. Il primo fascio di raggi è stato prodotto nell'aprile del 2017 e nel maggio successivo è stato prodotto il primo fascio di raggi X.
Lo European XFEL è stato inaugurato il 1º settembre 2017. 
Il costo complessivo per la costruzione e attivazione del complesso di installazioni si stima attorno ai 1.22 Miliardi di Euro (ai prezzi dei materiali necessari e della loro messa in opera nel 2005).

## Ubicazione
Il tunnel dell'European XFEL, sarà lungo 3,4 km ed ospiterà l'acceleratore lineare superconduttivo, con all'interno linee per fasci di fotoni che correranno da 6 a 38 m sotto al sito del centro di ricerca DESY di Amburgo, fino alla città di Schenefeld nello Schleswig-Holstein, dove verranno costruiti gli edifici amministrativi, le stazioni sperimentali ed i laboratori.